# Samtgemeinde Duingen
De Samtgemeinde Duingen was een samenwerkingsverband (Samtgemeinde) van vijf kleinere gemeenten in het Landkreis Hildesheim in de Duitse deelstaat Nedersaksen. Gezamenlijk hadden deze gemeenten iets meer dan 5.000 inwoners. Met ingang van 1 november 2016 fuseerde de samtgemeinde met de Samtgemeimde Gronau tot de nieuwe Samtgemeinde Leinebergland.

## Deelnemende gemeenten
- Coppengrave
- Duingen
- Hoyershausen
- Marienhagen
- Weenzen